# Tafelaubach
Der Tafelaubach ist ein Bach in der Gemeinde Klaffer am Hochficht in Oberösterreich. Er ist ein Zufluss des Klafferbachs.

## Geographie
Der Bach entspringt auf der Brunnwiese am Zwieselberg auf einer Höhe von 984 m ü. A. Er weist eine Länge von 0,93 km auf und fließt durch das Waldgebiet des Böhmerwalds Richtung Osten. Er mündet südlich der Streusiedlung Holzschlag auf einer Höhe von 789 m ü. A. rechtsseitig in den Klafferbach. Sein Einzugsgebiet erstreckt sich über eine Fläche von 1,11 km².

## Umwelt
Die Brunnwiese ist eine gepflegte Waldwiese, die gleichermaßen von Bürstlingsrasen, Rotschwingel-Rotstrauß-Wiesen und Pfeifengraswiesen geprägt ist. Der Tafelaubach ist Teil des 9.350 Hektar großen Europaschutzgebiets Böhmerwald-Mühltäler und der 22.302 Hektar großen Important Bird Area Böhmerwald und Mühltal.